# Києво-Могилянська колегія

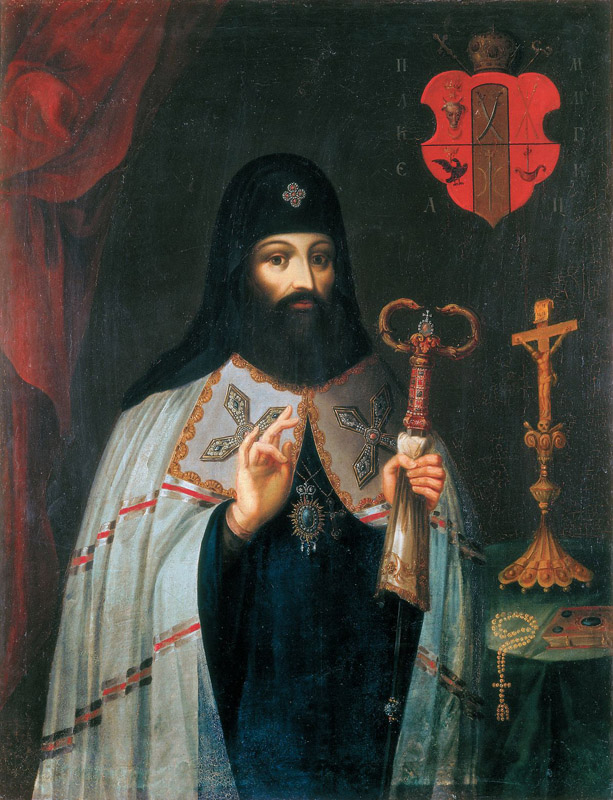
Митрополит Петро Могила — відновлювач Київської академії

Ки́єво-Могиля́нська коле́гія (також відома під назвою Києво-Могилянський колегіум та Київська Академія) — вищий навчальний заклад, заснований святим Петром Могилою в Києві 1632 року. Колегія утворена в результаті злиття Київської братської та Лаврської шкіл. В «Історії Русів» з цього приводу написано, що гетьман Петро Сагайдачний: 
|  | спорудив Братський Київський монастир на Подолі під розпорядженням того ж Наказного Гетьмана Петра Жицького, як в архітектурі тямущого; надав тому монастиреві заможні села і поновив у ньому з допомогою Митрополита Київського Петра Могили стародавню Київську Академію, засновану з часів останнього хрещення Русі, але від нашестя на Русь татар приховану по різних монастирях та печерах |

## Історія створення
На початку XVII століття представники православної інтелігенції прагнули укріпити свої позиції через створення конкурентної системи освіти. У 1631 році архімандрит Києво-Печерської лаври Петро Могила започаткував Лаврську школу, орієнтуючись на західноєвропейські освітні зразки. Такий крок викликав занепокоєння у членів Київського Богоявленського братства, оскільки виникла пряма конкуренція між закладами.
30 грудня того ж року братчики уклали угоду з Петром Могилою. За її умовами, усі прибутки школи призначалися винятково для її потреб, викладацький склад підпорядковувався вселенському патріарху, а фундуш, наданий братству патріархом, залишався під контролем Могили.
Щоб уникнути подальших суперечностей, Могила ініціював об’єднання обох навчальних закладів. Крім того, він здобув підтримку з боку козацтва, яке взяло нову освітню установу під свою опіку.